# Scintilla (album, Beata Hlavenková)
Scintilla je nadžánrové hudební album české klavíristky a skladatelky Beaty Hlavenkové, které natočila s klávesistou Andersem Aarumem z Norska, s nímž vystupuje i koncertně. Dále se zpěvačkou Julií Dahle Aagårdovou a perkusistou Kennethem Ekornesem, známým například spoluprací s Mari Boinem. Ve Spojených státech amerických nahrávali klarinetista Evan Ziporyn a trumpetistka Ingrid Jensen (sólistka Maria Schneider Orchestra). Českými spoluhráči jsou violoncellista Jiří Bárta a zpěvák a kytarista Justin Lavash.

## Seznam skladeb
1. Scenery
2. Companion
3. Infancy
4. Night Nature
5. Timelessness
6. Intimacy
7. Landfall
8. Litany
9. Aviation

## Obsazení
- Beata Hlavenková – klavír, klávesy, rhodes, zpěv
- Julie Dahle Aagård – zpěv
- Anders Aarum – klávesy, elektrické piano
- Jiří Bárta – violoncello
- Kenneth Ekornes – perkuse
- Ingrid Jensen – trubka
- Justin Lavash – zpěv, mamboguitar
- Evan Ziporyn – basklarinet, klarinet